# Hiện tượng quan sát thấy UFO ở Argentina
Đây là danh sách những trường hợp được cho là đã nhìn thấy vật thể bay không xác định hoặc UFO ở Argentina.

## Ngày 12 tháng 5 năm 1962
- Ngày 12 tháng 5 năm 1962, ba người lái xe tải tên là Valentino Tomassini, Gauro Tomassini và Humberto Zenobi đang đi trên Đường số 35 từ Bahia Blanca đến Jacinto Aráuz. Vào lúc 4 giờ 10 phút, họ nhìn thấy một vật thể trên mặt đất ở cánh đồng cạnh đường ở khoảng cách 100 mét. Vật thể trông giống như một toa xe lửa và được chiếu sáng. Khi chiếc xe tải của họ đến gần nó, vật thể đã vượt lên và băng qua đường ở độ cao bốn mét; đèn của nó vụt tắt và từ phần dưới của nó phát ra ngọn lửa đỏ rực. Cuối cùng, vật thể này chia thành hai phần rồi bay đi theo các hướng khác nhau.[1][2]

## Ngày 1 tháng 12 năm 1965
- Cảnh tượng này được gọi là UFO Quá cảnh Mặt Trăng tại Đài quan sát Adhara. Nó diễn ra vào ngày 1 tháng 12 năm 1965 lúc 8 giờ 30 phút tối, tại Đài quan sát Adhara thuộc sở hữu tư nhân ở San Miguel, tỉnh Buenos Aires. Các nhà khoa học đã nhận được một số cuộc gọi liên quan đến những vật thể lạ có thể nhìn thấy trên Mặt Trăng. Nhóm nhân viên của đài quan sát đã chụp ảnh Mặt Trăng trong những khoảng thời gian cố định; sau khi xử lý, một số bức ảnh cho thấy các vật thể hình đĩa bay phía trước Mặt Trăng. Một số chuyên gia cho rằng UFO trên ảnh có thể là lỗi phát sinh trong quá trình xử lý phim.[3]

## Ngày 27 tháng 10 năm 1973
- Ngày 30 tháng 10 năm 1973, tài xế xe tải Dionisio Llanca đã được đưa vào Bệnh viện Thành phố Bahía Blanca. Anh ta khai rằng vào đêm ngày 27 tháng 10 trước đó, anh ta rời nhà của chú mình ở Bahia Blanca để đến Río Gallegos thì phải dừng xe lại để thay lốp và bị liệt toàn thân do luồng ánh sáng mạnh. Theo Llanca kể lại thì anh ta đã nhìn thấy một vật thể trên bầu trời và những sinh vật mà anh ta mô tả là hai người đàn ông và một phụ nữ đã khiến anh ta phải trải qua một số hình thức kiểm tra y tế. Llanca nói rằng mình vừa thức dậy trong chốc lát vài giờ sau khi cách đó khoảng 9 km.[4][5] Vụ việc được nhà nghiên cứu UFO Fabio Zerpa điều tra và xuất bản trong cuốn sách của ông có nhan đề El Reino Subterráneo.

## Ngày 9 tháng 1 năm 1986
- Đã có một vụ hạ cánh UFO được cho là trên núi Pajarillo, gần thành phố Capilla del Monte. Một đứa trẻ địa phương 11 tuổi tên là Gabriel Gomez đã chứng kiến vụ việc. Một ngày sau khi nhìn thấy, gần Cerro Uritorco, một dấu chân hình tròn xuất hiện trên mặt đất gọi là "Huella del Pajarillo". Người ta tin rằng khu vực này đã bị đốt cháy theo hình tròn do UFO hạ cánh.[6]

## Ngày 25 tháng 12 năm 1988
- Một UFO màu bạc bay qua Villa Urquiza, khu vực có mật độ dân số cao ở thành phố Buenos Aires. Đây được coi là biến cố UFO ngoạn mục nhất của Argentina, với hơn 7.500 nhân chứng. Sân bay địa phương liền trình báo có một vật thể bay về phía tây, hướng tới Đại lộ Tướng Paz được nhân viên nhìn thấy trên radar vào buổi chiều đầy nắng hôm đó.[7]